# Renault 19
Der Renault 19 (kurz R19) ist ein Pkw der Kompaktklasse von Renault. Das Modell wurde von Mitte 1988 bis Anfang 1997 hergestellt. Sein Motor hat vier Zylinder und (mit Ausnahme des Modell 16V) acht Ventile und ist vorn quer in einer Flucht mit dem Getriebe eingebaut. Er treibt die Vorderräder an, die einzeln an Querlenkern und MacPherson-Federbeinen aufgehängt sind. Auch die Hinterräder sind einzeln an parallelen Schwingen aufgehängt. Sie sitzen mit ihren Drehstabfedern an einem Hilfsrahmen. Die Bremse arbeitet mit Scheibenbremsen vorn und Trommelbremsen hinten, die Lenkung mit Ritzel und Zahnstange.

## Geschichte
Im November 1983 begannen die ersten Entwicklungsarbeiten am Renault 19, dessen Projektleitung Jacques Cheinisse übernahm. Unter dem Code X-53 gab es dann je nach Modelltyp des R19 noch andere Codenamen: B53 für den Fünftürer, C53 für den Dreitürer, L53 für den Chamade und D53 für das Cabrio.
Nach acht Monaten stand die Karosserieform fest und nach dreizehn Monaten der Innenraum. Bis zum April 1986 wurde der Innenraum immer wieder angepasst und mit Testfahrzeugen ca. 7,5 Millionen Kilometer gefahren.
Im Juni 1988 stellte Renault den Renault 19 offiziell vor. Der Verkauf in Frankreich startete am 5. September 1988 und in Deutschland am 19. Januar 1989.
Mit dem Erscheinen des R19 wurden die Vorgänger Renault 9 und Renault 11 ab Dezember 1988 nicht mehr produziert. Im September 1989 folgte die Stufenhecklimousine mit dem Namenszusatz Chamade (zu deutsch: Herzflimmern).
Das Cabriolet wurde im Auftrag von Renault von Karmann in Deutschland entwickelt und ab Mitte 1991 im Werk Rheine gefertigt. Die Produktionszeit für ein Fahrzeug inklusive Sicherheits- und Qualitätsprüfungen lag bei rund 16 Stunden.
Der Designer Giorgio Giugiaro konzipierte mit Hilfe von aerodynamischen Versuchen eine Form mit geringem Luftwiderstand. Der Grill ist zwischen den Scheinwerfern nur angedeutet und die Außenspiegel strömungsgünstig ausgearbeitet. Auf die Regenleisten am Dach wurde verzichtet. So kam das Fahrzeug auf einen Luftwiderstandsbeiwert (cw) von 0,31; die ab Herbst 1990 verkaufte Sport-Variante 16V mit Heckabrisskante erreichte 0,30.
Die Fahrzeuge wurden in Europa von Mitte 1988 bis Anfang 1997 in modernisierten Produktionsstraßen in Douai und Maubeuge (Frankreich), Valladolid (Spanien) sowie Setúbal (Portugal) produziert. Bis zum Jahr 2000 wurde der Renault 19 auch in Santa Isabel (Brasilien) sowie in Córdoba (Argentinien) für den lateinamerikanischen Markt gebaut.
In den Jahren 1990 bis 1994 war der Renault 19 das meistverkaufte Importauto in Deutschland und wurde 1991 (97.262) und 1992 (97.086) jeweils fast 100.000-mal verkauft. Diese Zahlen wurden in den Folgejahren von keinem anderen Importauto auch nur annähernd erreicht (zum Vergleich: der Škoda Octavia wurde als meistverkaufter Importwagen von 2005 nur 51.015-mal verkauft). Erst 2009 erreichte der Škoda Fabia – dank der Abwrackprämie – mit 103.645 verkauften Exemplaren eine noch höhere Zulassungszahl in einem Kalenderjahr.
Insgesamt wurden vom R19 während seiner Bauzeit über 460.000 Exemplare allein in Deutschland verkauft. Gemeinsam mit dem im Juni 1990 erschienenen Clio war er somit die Stütze von Renaults Aufschwung Anfang der 1990er Jahre. Der R19 war auch in den neuen Bundesländern ein Erfolg und dort zeitweise hinter dem Opel Kadett das meistverkaufte Auto – noch vor dem VW Golf. Der R19 war das letzte Renault-Modell, das eine Zahl als Namen trug. 

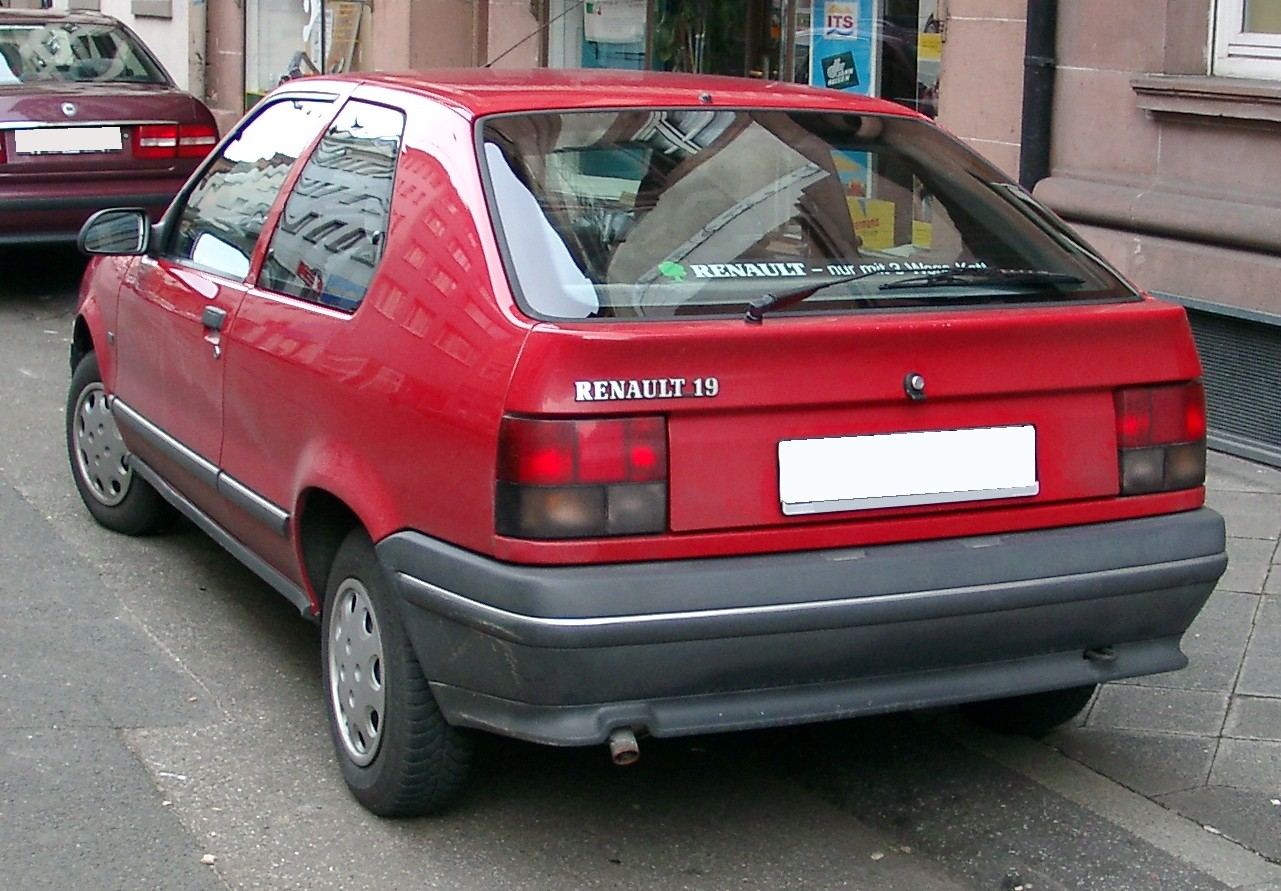
Renault 19 Dreitürer (1988–1992)
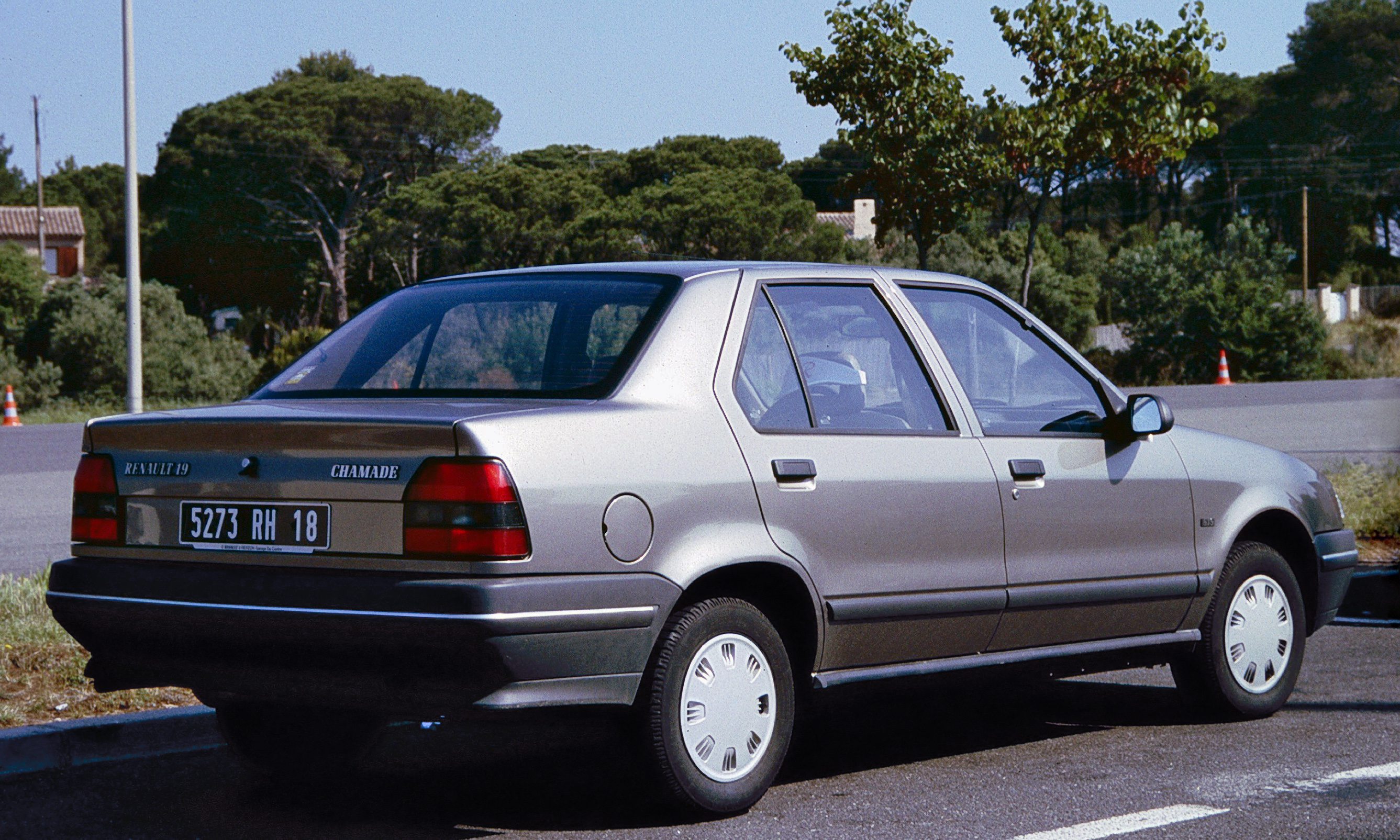
Renault 19 Chamade (1989–1992)
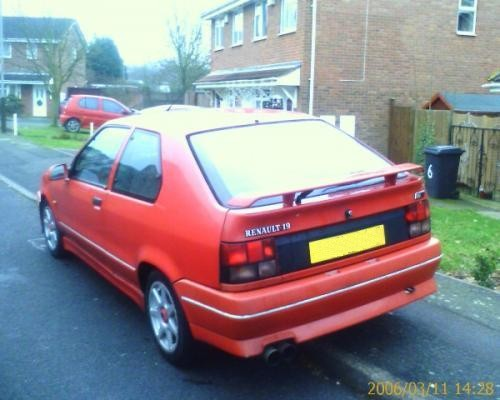
Renault 19 16V (1990–1992)
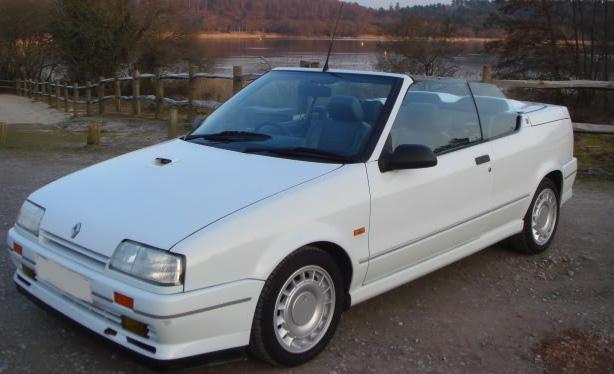
Renault 19 Cabriolet (1991–1992)

### Modellpflege
Im April 1992 wurde der R19 einem umfassenden Facelift unterzogen. Diese Fahrzeuge sind Renault-typisch für die überarbeiteten Modelle als Phase 2 bekannt. Das Stufenheck trug von da an den Zusatz Bellevue.
Die Modellreihe wurde in Europa bis Herbst 1995 hergestellt und vom Mégane als Nachfolger abgelöst. Nach Beendigung der Produktion in Europa wurde er noch bis 2000 in Argentinien und der Türkei hergestellt.
Nach dem Produktionsende von Schräg- und Stufenheck wurde die offene Version in Renault Cabriolet umbenannt und bis Anfang 1997 weiter gebaut.

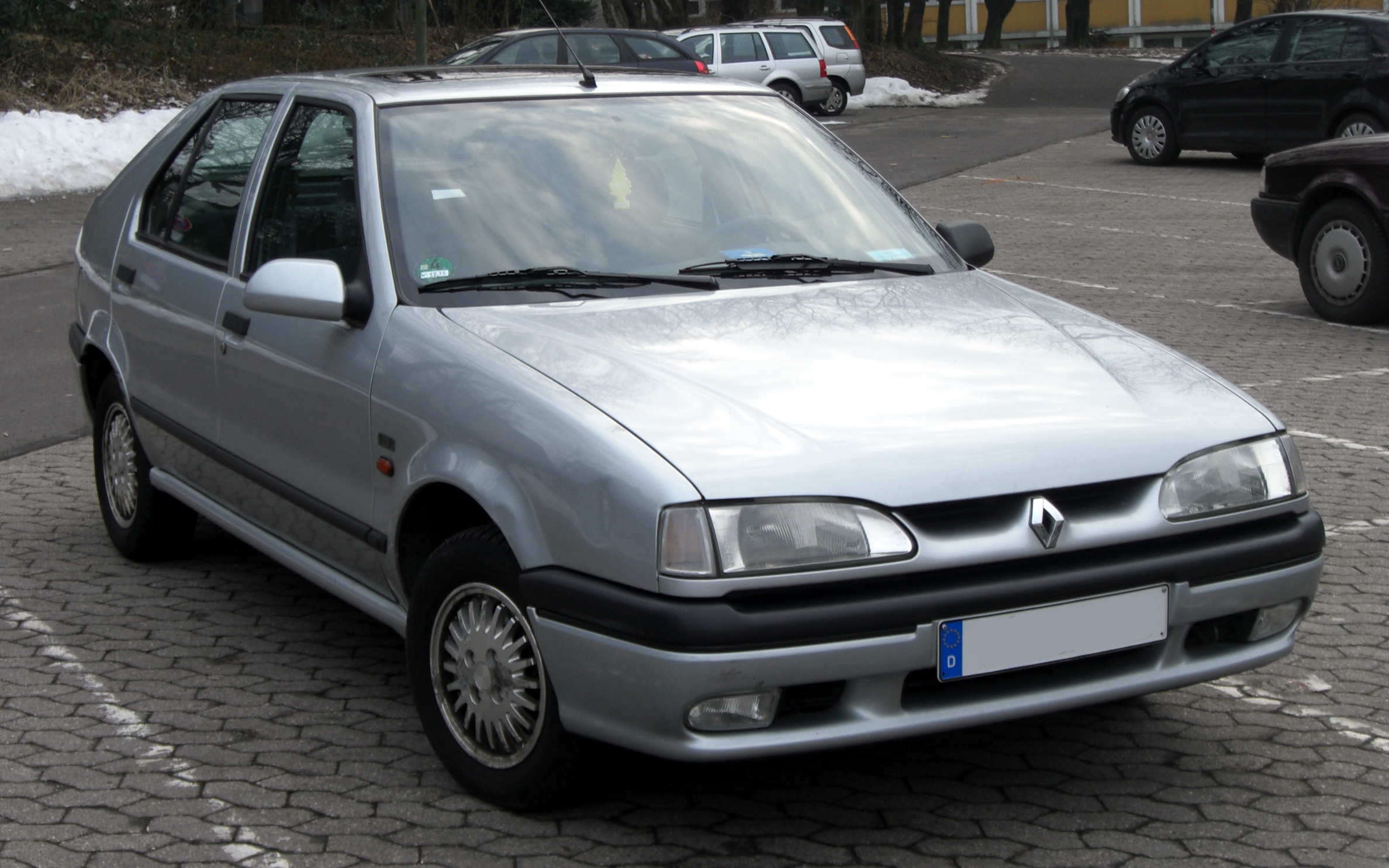
Renault 19 Fünftürer (1992–1995)
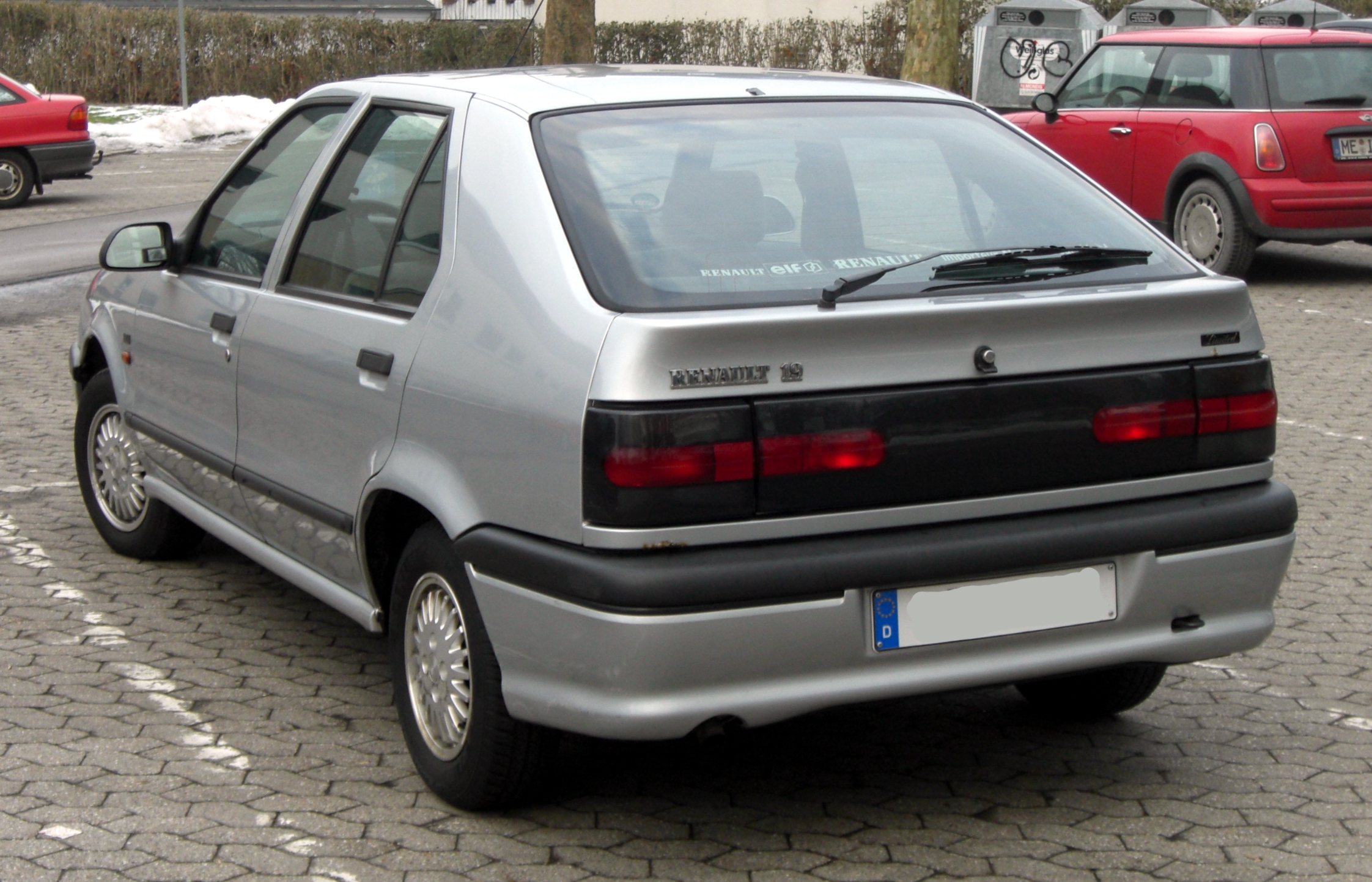
Heckansicht
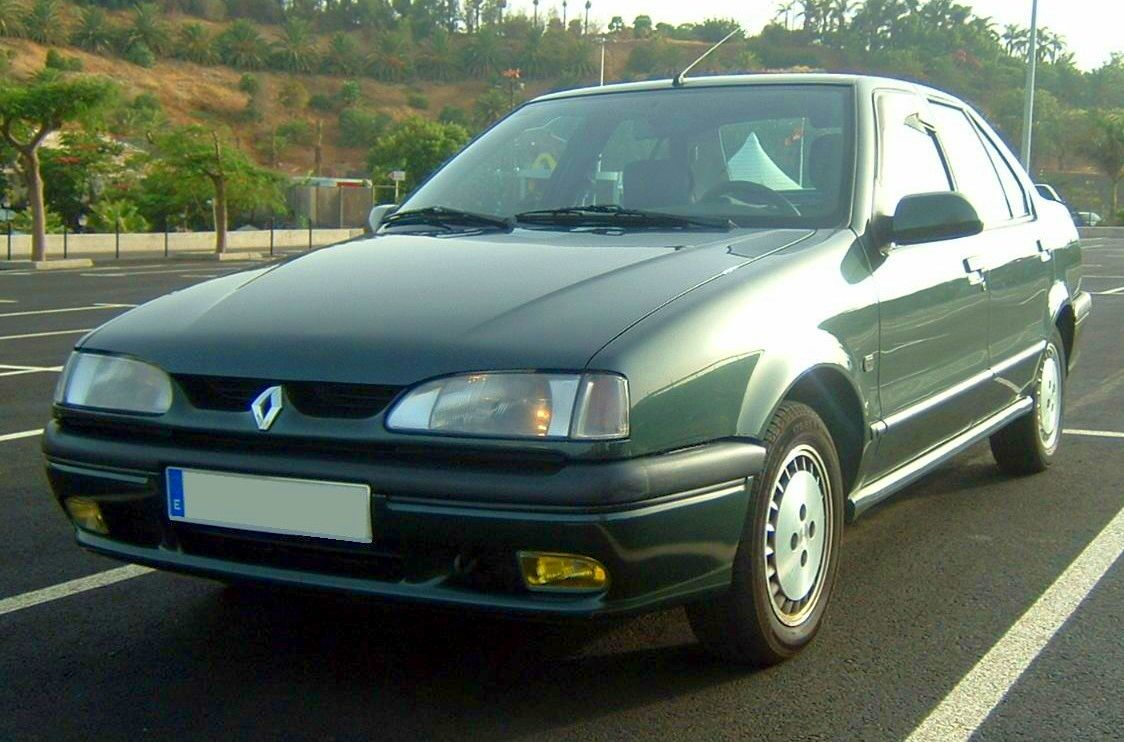
Renault 19 Bellevue (1992–1995)
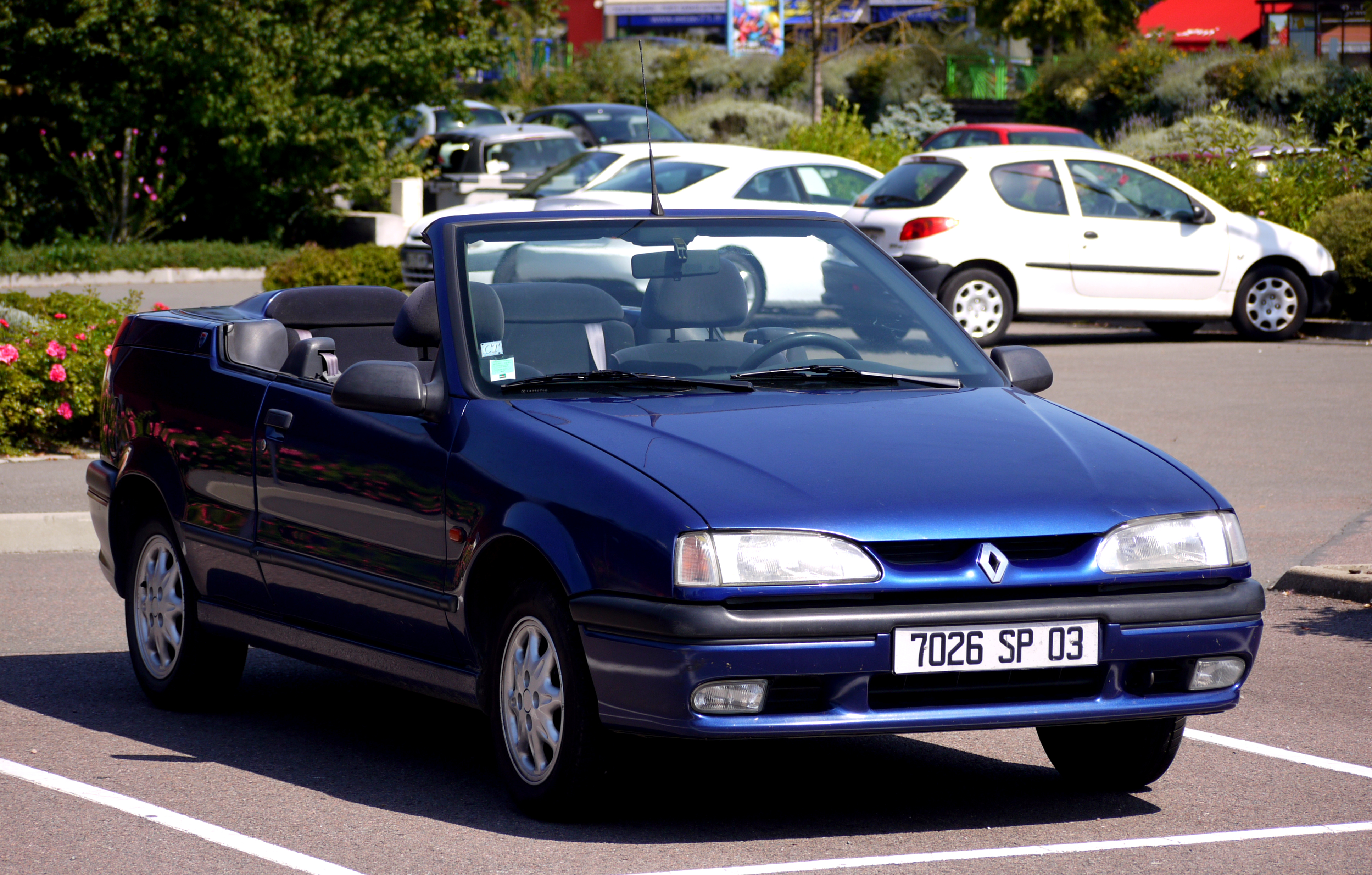
Renault (19) Cabriolet (1992–1997)
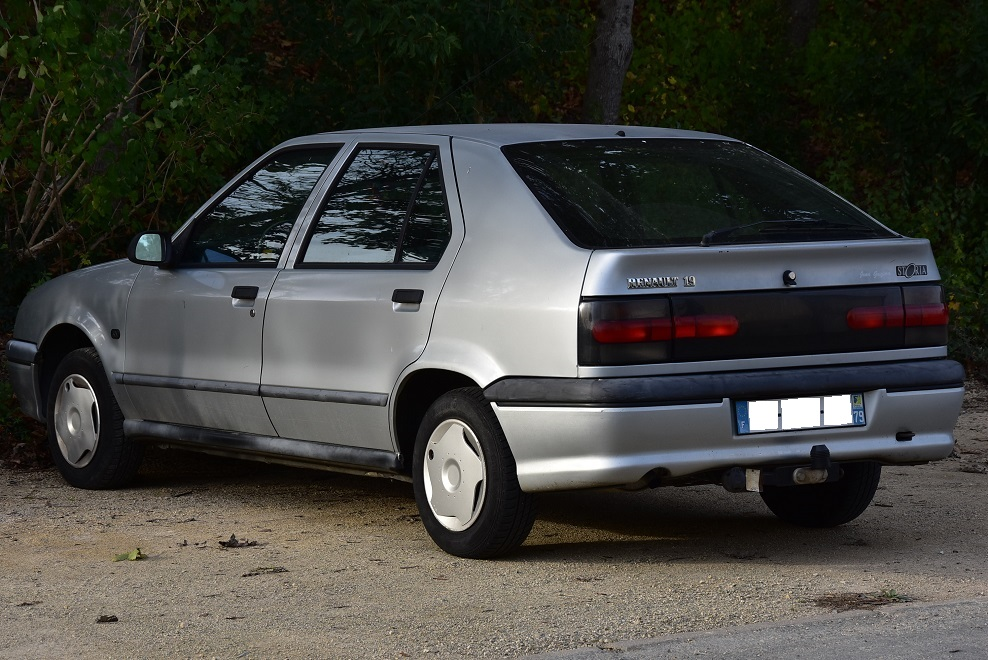
R19 1.4e RN Storia, 1995

## Schwachstellen
Bekannte Schwachstellen der Karosserie sind die hinteren Radläufe der Schräg- und Stufenheckmodelle sowie die vordere Haubenkante der Modelle nach der Überarbeitung im Frühjahr 1992.
Die Modelle mit Ottomotor sind nicht E10-verträglich.

## Motoren
| Ottomotoren   | Ottomotoren               | Ottomotoren | Ottomotoren                   | Ottomotoren           | Ottomotoren              | Ottomotoren | Ottomotoren | Ottomotoren | Ottomotoren       |
| Modell        | Versionen                 | Hubraum     | Max. Leistung                 | Max. Drehmoment       | Gemischaufbereitung      | Motorcode   | 0–100 km/h  | Vmax        | Bauzeitraum       |
| ------------- | ------------------------- | ----------- | ----------------------------- | --------------------- | ------------------------ | ----------- | ----------- | ----------- | ----------------- |
| 1.2           | RL, RN, RT                | 1171 cm³    | 43 kW (58 PS) bei 6000 min−1  | 85 Nm bei 4000 min−1  | Einspritzung             | E7F         |             | 155 km/h    | 04/1992–10/1995   |
| 1.4           |                           | 1397 cm³    | 44 kW (60 PS) bei 5250 min−1  | 101 Nm bei 2750 min−1 | Vergaser                 | C1J         |             |             | 05/1988–12/1989   |
| 1.4           | TR, GTR, RL, RN           | 1390 cm³    | 43 kW (58 PS) bei 4750 min−1  | 100 Nm bei 3000 min−1 | Einspritzung             | C3J         | 14,8 s      | 161 km/h    | 01/1989–10/1995   |
| 1.4           | TS, GTS, TSE              | 1390 cm³    | 59 kW (80 PS) bei 5750 min−1  | 108 Nm bei 2750 min−1 | Vergaser                 | E6J         | 13,0 s      | 176 km/h    | 05/1988–12/1989 1 |
| 1.4           | RL, RN                    | 1390 cm³    | 58 kW (79 PS) bei 6000 min−1  | 107 Nm bei 3500 min−1 | Einspritzung             | E7J         | 12,2 s      | 173 km/h    | 11/1993–10/1995   |
| 1.7           | TS, GTS, TSE              | 1721 cm³    | 55 kW (75 PS) bei 5000 min−1  | 125 Nm bei 3250 min−1 | Vergaser                 | F2N         |             |             | 09/1988–12/1989 1 |
| 1.7           | GTX, TXE                  | 1721 cm³    | 68 kW (92 PS) bei 5750 min−1  | 138 Nm bei 3000 min−1 | Vergaser                 | F2N         | 11,0 s      | 183 km/h    | 09/1988–12/1989 1 |
| 1.7           | GTS, TSE                  | 1721 cm³    | 54 kW (73 PS) bei 5000 min−1  | 127 Nm bei 2750 min−1 | Einspritzung             | F3N-L-740   | 12,3 s      | 171 km/h    | 10/1989–10/1995   |
| 1.7           | TXE                       | 1721 cm³    | 66 kW (90 PS) bei 5250 min−1  | 140 Nm bei 3000 min−1 | Einspritzung             | F3N-N-742   | 10,7 s      | 185 km/h    | 09/1988–02/1997   |
| 1.7           | TXI                       | 1721 cm³    | 79 kW (107 PS) bei 5800 min−1 | 151 Nm bei 4000 min−1 | Einspritzung             | F3N         | 10,9 s      | 190 km/h    | 06/1990–04/1992   |
| 1.8s          | RT                        | 1794 cm³    | 65 kW (88 PS) bei 5750 min−1  | 142 Nm bei 2750 min−1 | Einspritzung             | F3P         | 10,9 s      | 181 km/h    | 04/1992–05/1994   |
| 1.8s          | RT                        | 1783 cm³    | 66 kW (90 PS) bei 5750 min−1  | 144 Nm bei 2750 min−1 | Einspritzung             | F3P         | 10,9 s      | 181 km/h    | 05/1994–02/1997   |
| 1.8i          | RT                        | 1794 cm³    | 80 kW (109 PS) bei 5500 min−1 | 160 Nm bei 4250 min−1 | Einspritzung             | F3P 700     | 8,7 s       | 198 km/h    | 04/1992–05/1994   |
| 1.8i          | RT                        | 1783 cm³    | 79 kW (107 PS) bei 5500 min−1 | 158 Nm bei 4250 min−1 | Einspritzung             | F3P 682     | 8,7 s       | 198 km/h    | 05/1994–02/1997   |
| 16V           | 16V                       | 1764 cm³    | 99 kW (135 PS) bei 6500 min−1 | 158 Nm bei 4250 min−1 | Einspritzung             | F7P 704     | 8,5 s       | 208 km/h    | 06/1990–02/1997   |
| Dieselmotoren |                           |             |                               |                       |                          |             |             |             |                   |
| Modell        | Versionen                 | Hubraum     | Max. Leistung                 | Max. Drehmoment       | Gemischaufbereitung      | Motorcode   | 0–100 km/h  | Vmax        | Bauzeitraum       |
| 1.9d          | TD, GTD, TDE, RL, RN, RT  | 1870 cm³    | 47 kW (64 PS) bei 4500 min−1  | 118 Nm bei 2250 min−1 | Wirbelkammereinspritzung | F8Q         | 15,7 s      | 161 km/h    | 09/1988–10/1995   |
| 1.9dT         | Turbo D, Turbo DX, RN, RT | 1870 cm³    | 66 kW (90 PS) bei 4250 min−1  | 175 Nm bei 2250 min−1 | Wirbelkammereinspritzung | F8QT        | 11,4 s      | 183 km/h    | 09/1990–10/1995   |

## Sicherheit
auto motor und sport unterzog im Jahr 1992 den Renault 19 gemeinsam mit sechs weiteren Modellen der Kompaktklasse einem Offset-Crashtest mit 50 % Überdeckung und einer Aufprallgeschwindigkeit von 55 km/h. Der Renault 19 schnitt dabei schlechter ab als VW Golf III und Opel Astra F und besser als Citroën ZX, Seat Toledo, Ford Escort ’91 und Fiat Tipo.
Die Technische Universität Berlin führte im Jahr 2007 einen Crashtest-Vergleich zwischen einem Renault 19 Phase 2 ohne Gurtstraffer und Airbags und einem Renault Mégane II durch, um die Entwicklung der Kraftfahrzeugsicherheit im Laufe der letzten 10 Jahre zu demonstrieren. Die Fahrzeuge wurden mit einer Geschwindigkeit von 50 km/h frontal gegen eine starre Wand gefahren. Aufgrund eines Fehlers in der Versuchsdurchführung lösten Gurtstraffer und Airbags im Renault Mégane II nicht aus, wodurch höhere Belastungen bei den Dummys als im Renault 19 festgestellt wurden. Begründet wurde dies mit der höheren Struktursteifigkeit des Mégane und den „weicher“ ausgelegten Gurten wegen aktiven, da rein mechanisch arbeitenden und deshalb vom Aktivierungszustand des Airbags unabhängigen, Gurtkraftbegrenzern.
Nach dem Abschlussbericht des Bundesamtes für Wirtschaft und Ausfuhrkontrolle wurden 13.281 Renault 19 zugunsten der Umweltprämie zwischen dem 27. Januar 2009 und dem 31. Juli 2010 verschrottet.

## Auszeichnungen
- 1989: „Auto des Jahres“ in Deutschland und Spanien
- 1990: „Auto des Jahres“ in Irland und Dänemark
- 1992: „Das Goldene Lenkrad“ (Klasse 2)[14]
- 1993: „Auto des Jahres“ in Argentinien